# Huiselijke zorgen

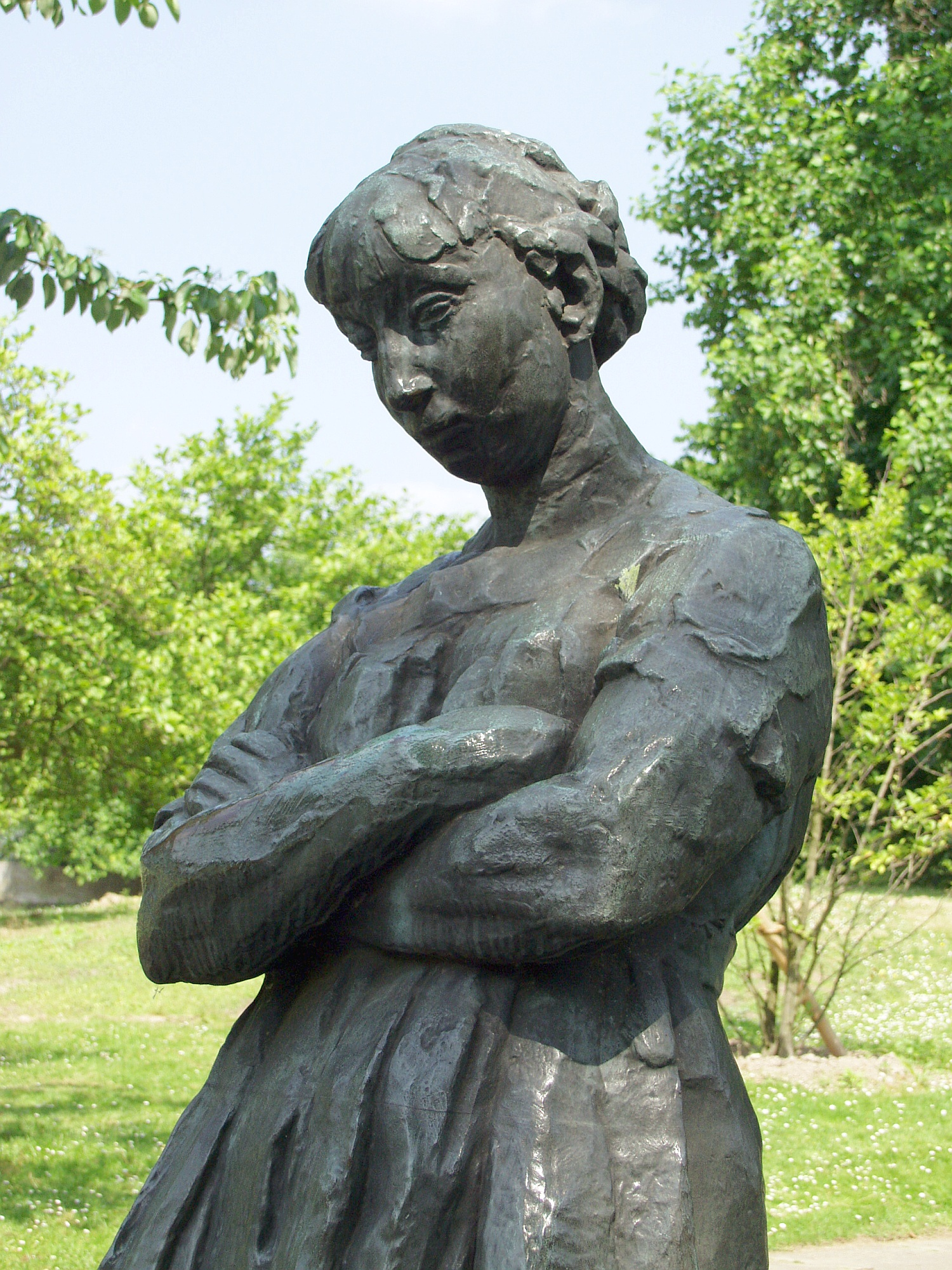
Sculptuur "Huiselijke zorgen" in het "Rheinpark", Keulen

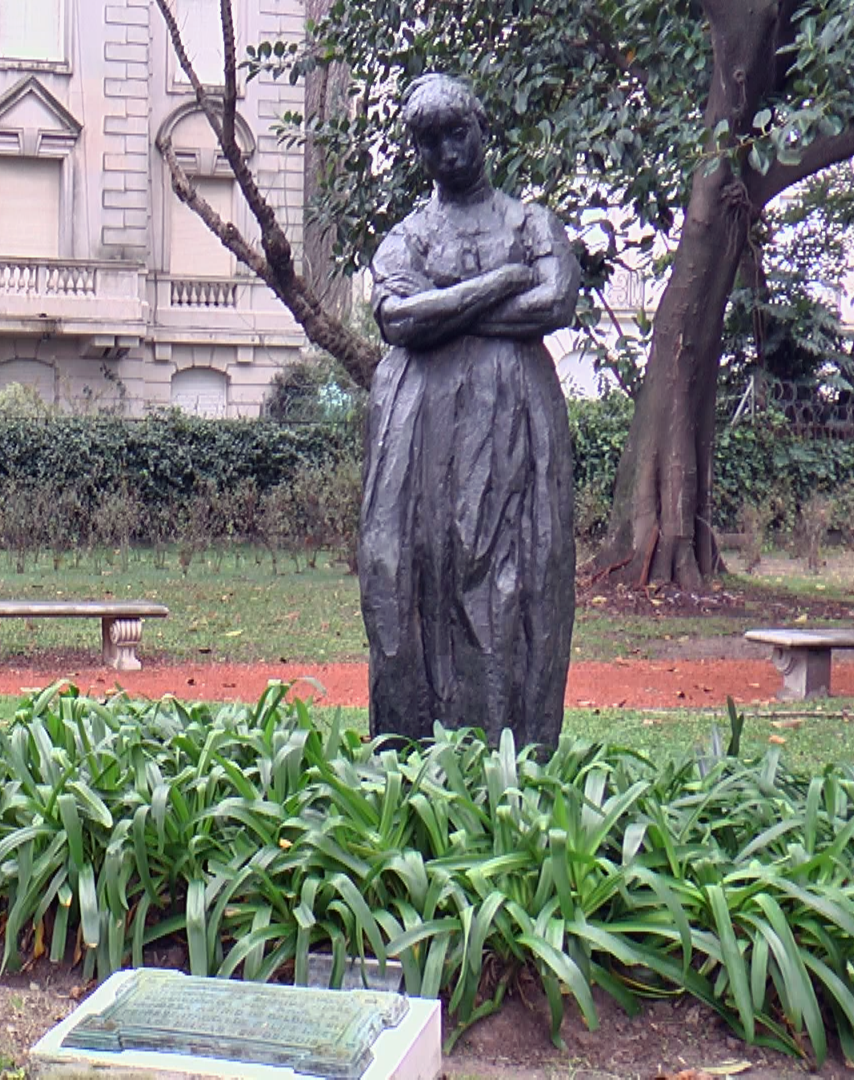
Sculptuur "Huiselijke zorgen" op de Plaza Belgica in Buenos Aires.

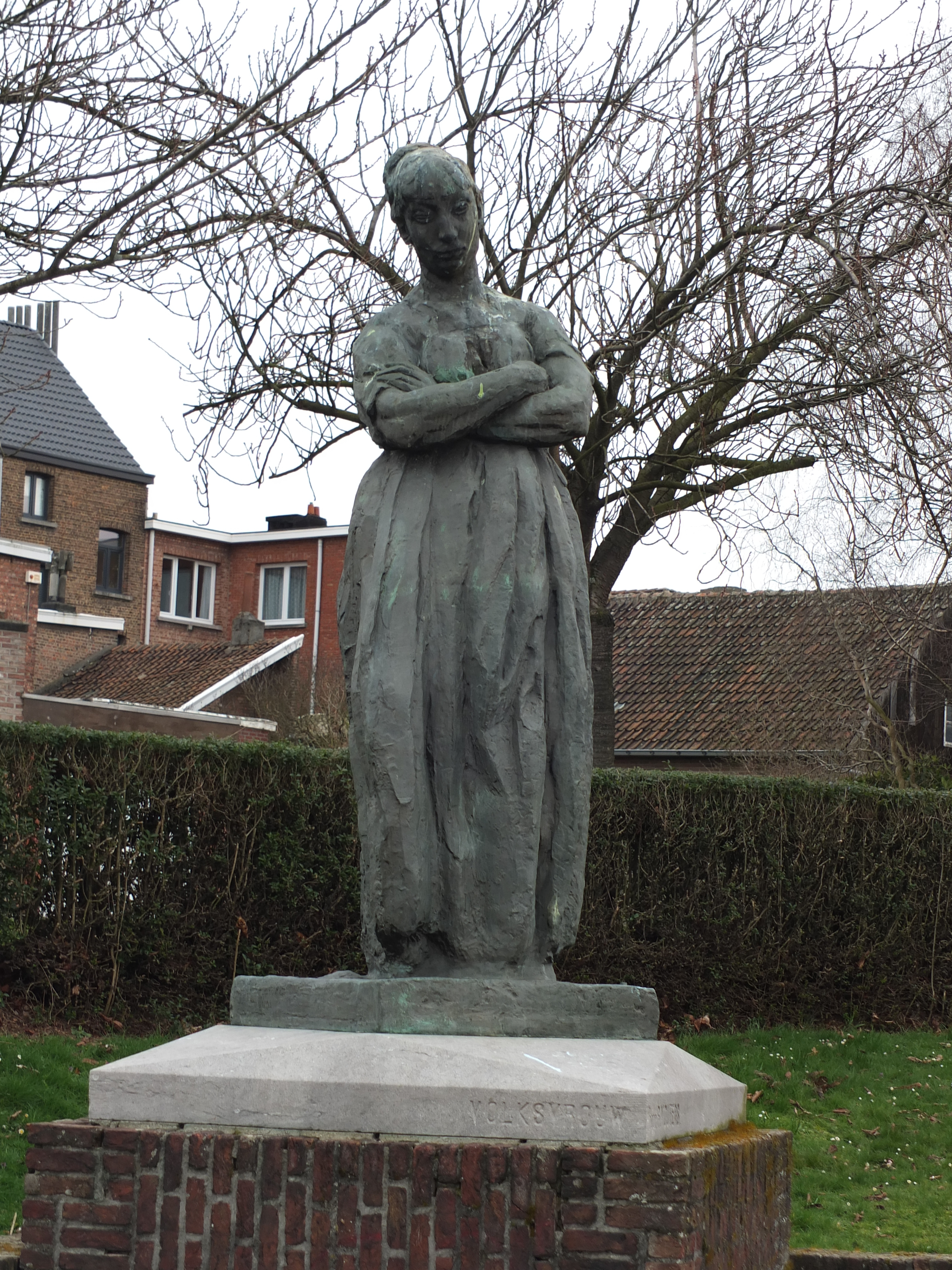
Sculptuur "Huiselijke zorgen" in het Gemeentepark in Boom.

Huiselijke zorgen is een beeld te Bosvoorde/Brussel dat in 1913 gesculpeerd is door Rik Wouters.

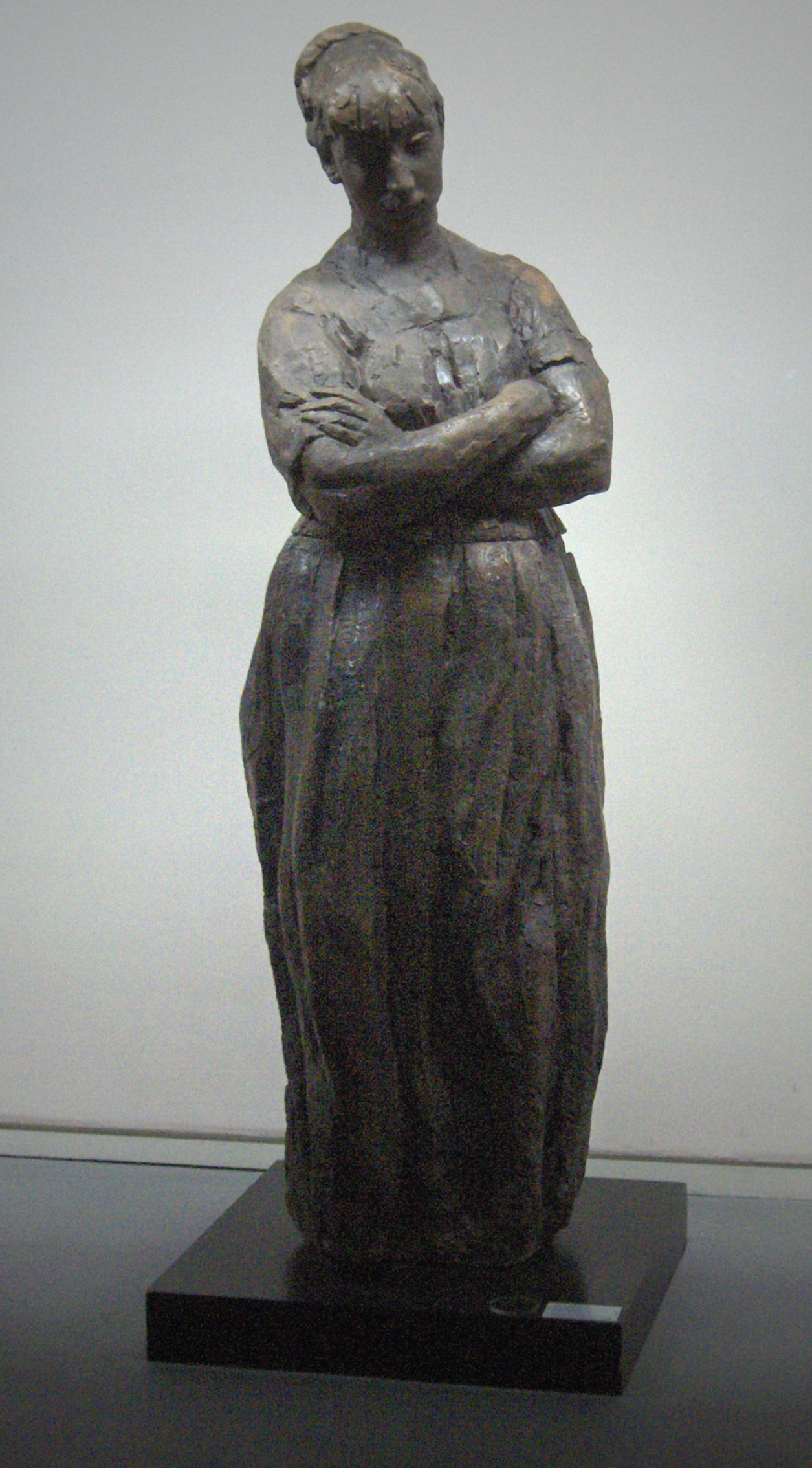
"Huiselijke Zorgen"
K.M.S.K., Brussel

Over het ontstaan van dit beeld vertelt Nel, zijn vrouw en model: "...Op een avond, terwijl Rik me zijn beeldhouwplannen toevertrouwde, bleef ik rechtstaan, met gekruiste armen, het hoofd lichtjes voorovergebogen, peinzend. Ik zag Rik naar penseel en papier grijpen en koortsig tekenen ... Ik  was er me niet van bewust, dat hij de eerste hand legde aan dit kunststuk "Huiselijke zorgen", intieme en grootse figuur ...".
Van dit beeld zijn 12 exemplaren gegoten. De werken bevinden zich in Mechelen, Ronse, Den Haag, Antwerpen, Keulen, Buenos Aires, Amsterdam, Brugge, Deurle, Watermaal-Bosvoorde, Kapellen en Boom.